# FN-dag
FN-dag markeres den 24. oktober, dels til minde om grundlæggelsen af De Forenede Nationer den 24. oktober 1945 og dels for at præsentere organisationen.
Dagen er blevet fejret hvert år siden 1948.
Det er også dagen hvor soldater og tidligere soldater, der har haft FN-tjeneste må bære deres blå baret. For tjenstgørende personel, gælder dog i henhold til hvad tjenesten ellers foreskriver, og den skal bæres på hovedet.
FN dagen fejres naturligvis også af foreningen De blå baretter, selv om denne forening ikke længere kun er for FN-soldater , men er for for alle tidligere udstationerede soldater.
| Forening eller organisation | Spire Denne artikel om en forening eller organisation er en spire som bør udbygges. Du er velkommen til at hjælpe Wikipedia ved at udvide den. |